# Sarah Collins
Sarah Collins fue una joven de dieciséis años de Lake Mills, Wisconsin, huérfana cuidada por su hermano Mason, un humilde albañil. La joven se alistó como soldado en un regimiento de Wisconsin con su hermano durante la guerra de Secesión. Ante su insistencia, Mason aceptó ser su cómplice. A pesar de que se disfrazó de hombre cortando el cabello y vistiendo ropas masculinas, y su hermano la entrenó sobre cómo caminar con aire varonil, sospecharon de ella por la "forma femenina" en que se puso los zapatos y calcetines. Fue descubierta antes de que su regimiento partiera al frente y devuelta a casa.